# 孔颖草
孔颖草（学名：Bothriochloa pertusa）为禾本科孔颖草属下的一个种。

## 扩展阅读
- 維基物種上的相關：孔颖草